# ادام هیکس
ادام هیکس (انگلیسی: Adam Hicks؛ زاده ۲۸ نوامبر ۱۹۹۲) یک خواننده، رپر، ترانه سرا و هنرپیشه اهل ایالات متحده آمریکا است. وی از سال ۲۰۰۰ میلادی تاکنون مشغول فعالیت بوده‌است.